# المركز الجامعي-ميلة

## نشأة المركز الجامعي
المركز الجامعي لميلة هو مؤسسة عمومية ذات طابع علمي ثقافي ، تتمتــع بالاستقلال المعنوي والمالي ويهدف إلى توفير تكوين علمي ونوعي للطلبة في ميادين مختلفة . تم إنشاؤه بموجب المرسوم التــنفيذي رقم 08-204-المؤرخ في 09 جويلية 2008 .فتح أبوابه خلال الموسم الجامعي 2008-2009 لأكثر من 1000 طالب ليكون بذلك أول مؤسسة جامعية ينطلق بها قطاع التعليم العالي و البحث العلمي في الولاية.
و كان أول مدير للمركز الجامعي الاستاذ الدكتور علي بوقرورة

## الموقع والمساحة
يقع المركز الجامعي لميلة على بعد خمسة كيلومترات عن وسط المدينة على الطريق الرابط بين بلديتي ميلة وزغاية و يتربع على مساحة إجمالية قدرها هكتار 87.

## التكوين
يوفر المركز الجامعي لطلبته تكوينا نوعيا في الميادين التالية:
- علوم اقتصادية،التسيير و علوم تجارية
- آداب و لغات أجنبية
- لغة وأدب عربي
- علوم الطبيعة و الحياة
- علوم و تقنيات
- رياضيات و إعلام آلي
- حقوق و علوم سياسية

## التأطير البيداغوجي
يتوفر المركز الجامعي لميلة على نخبة من الكفاءات العلمية في تخصصات مختلفة تشرف على تأطير طلبته ومنحهم تكوينا حسب احتياجاتهم ووفق مساراتهم وتخصصاتهم.
استقطب المركز العديد من الأساتذة حسب الميادين التي يتوفر عليها